# Szabelnia
Szabelnia – wieś w Polsce, położona w województwie świętokrzyskim, w powiecie koneckim, w gminie Końskie.
Wieś wchodzi w skład sołectwa Piła.
| SIMC    | Nazwa    | Rodzaj    |
| ------- | -------- | --------- |
| 0244021 | Za Rzeką | część wsi |

W latach 1975–1998 miejscowość należała administracyjnie do województwa kieleckiego.
Od XVII do pierwszej połowy XX wieku wieś wchodziła w skład klucza Koneckiego oraz dóbr Końskie Wielkie.
Wierni kościoła rzymskokatolickiego należą do parafii Podwyższenia Krzyża Świętego w Pomykowie.